# Fellbach (stacja kolejowa)
Fellbach – stacja kolejowa w Fellbach, w kraju związkowym Badenia-Wirtembergia, w Niemczech. Znajdują się tu 2 perony.